# Plopșoru
Plopşoru é uma comuna romena localizada no distrito de Gorj, na região de Oltênia. A comuna possui uma área de 80.02 km² e sua população era de 6978 habitantes segundo o censo de 2007.